# تافاجناكو
تافاجناكو (فروليان: ترافاغنا) هي بلدية في مقاطعة أودين في المنطقة الإيطالية فرولي فينيزيا جيوليا، الواقعة على بعد نحو 70 كيلومترا (43 ميلا) شمال غرب تريستا وحوالي 8 كيلومترات (5 أميال) شمال أودين، مقعد البلدية هو في هاملت فيليتو أومبيرتو.

## الموقع
يحد تافاجناكو البلديات التالية: مارتيجناكو ، باجناكو ، باسيان دي براتو ، ريانا ديل روجالي ، تريسيمو واودين (التي تنتمي إليه المنطقة الحضرية).

## روابط خارجية
- Official website